# 岩﨑博史
岩﨑 博史（いわさき ひろし、1961年9月24日 - ） は、日本の生物学者。東京工業大学科学技術創成研究院教授、日本遺伝学会会長。

## 人物・経歴
鳥取県出身。鳥取県立鳥取西高等学校卒業後、1985年九州大学農学部農芸化学科卒業。1987年大阪大学大学院医学系研究科修士課程医科学専攻修了。1991年大阪大学大学院医学系研究科博士課程微生物生理学専攻修了、大阪大学微生物病研究所助手。2001年横浜市立大学大学院総合理学研究科助教授。2007年横浜市立大学大学院国際総合科学教授。2009年東京工業大学大学院生命理工学研究科教授。2016年東京工業大学科学技術創成研究院教授。2021年日本遺伝学会会長。日本学術会議連携会員を経て、2023年日本学術会議会員。

## 受賞歴
- 文部科学大臣表彰科学技術賞
- 日本遺伝学会木原賞[7]

## 共著
- 『池上彰が聞いてわかった生命のしくみ 東工大で生命科学を学ぶ』朝日新聞出版 2020年